# Henningen
Henningen este o comună din landul Saxonia-Anhalt, Germania.